# Talísay (Camarines Norte)
Talísay es un municipio filipino de cuarta clase, perteneciente a la provincia de Camarines Norte, en la región de Bicolandia.

## Historia
Hacia mediados del siglo XIX, el lugar, que por entonces incluía en su término a San Vicente, tenía contabilizada una población de 2106 habitantes, repartidos en 445 casas. Aparece descrito en el segundo volumen del Diccionario geográfico, estadístico, histórico de las Islas Filipinas (1851) de Manuel Buzeta Núñez y Felipe Bravo con las siguientes palabras:

TALISAY: pueblo con cura y gobernadorcillo, en la isla de Luzon, prov. de Camarines Norte, dióc. de Nueva Cáceres, sit. en los 126° 32' 10" long. 14° 5' 40" lat., á la orilla izq. de un rio, en terr. llano y clima templado. Tiene, con las de su visita San Vicente, unas 445 casas, la parroquial y la de comunidad, donde está la cárcel. Hay una escuela de instruccion primaria y un cementerio. La iglesia parroquial es de mediana fábrica y la sirve un cura secular. Recíbese en este pueblo de la cabecera de la prov. un correo semanal. Confina el término por N. con el de Indang, que dista 1 leg.; por E. con el de Labo, á 2 ¼ id.; por N. E. con el mar, y por S. E. con el térm. de Daet, cab. de la prov. y distante unos ¾ leg. El terr. es montuoso, pero llano por las inmediaciones de la costa, y con algunos riois que le fertilizan. El de Daet al S. E. deslinda los términos de este pueblo y la cab.; al O. se halla la visita San Vicente, que dista una leg. Prod. arroz, maiz, caña dulce, café, pimienta, frutas y legumbres. Ind. la fabricacion de algunas telas, la agricultura, el beneficio de la caña dulce y la estraccion de las partículas de oro que arrastran algunos rios. Pobl. 2,106 almas, y en 1845 pagaba 643 trib. que hacen 6,430 rs. plata.
(Buzeta y Bravo, 1851, p. 442)

En 2020, tenía censados 27 244 habitantes.